# Hüls

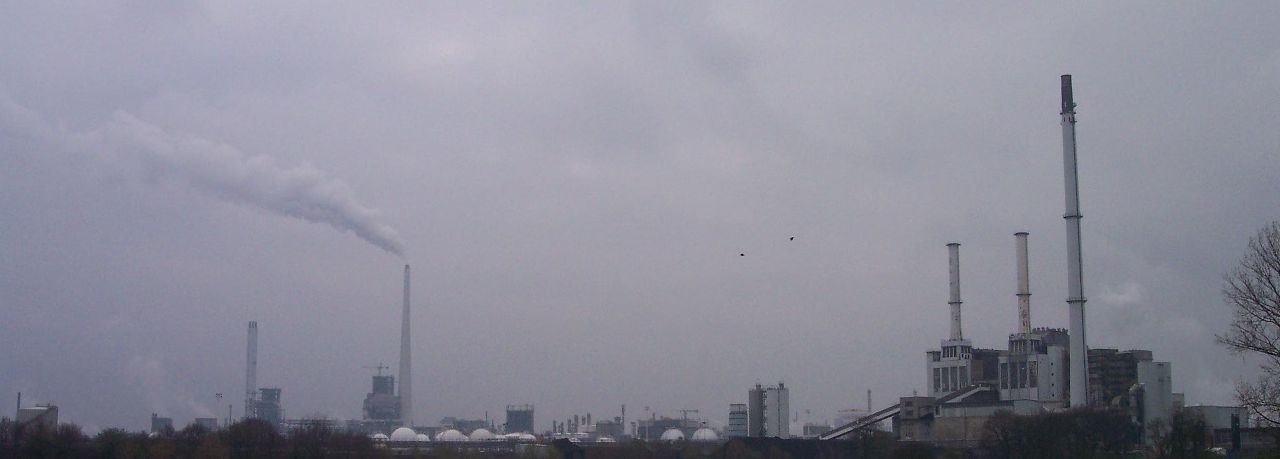
Chemiepark Marl

Hüls AG, Chemische Werke Hüls AG, tyskt kemiföretag i Marl i Ruhrområdet.
Företaget grundades 1938 och ingick i IG Farben.
Hüls ingår idag i Degussa.